# Елиезер Бен Йехуда
Елиезер Бен Йехуда (иврит אֱלִיעֶזֶר בֶּן־יְהוּדָה), роден Елиезер Ицхак Пърлман (7 януари 1858 в Лужки, днешна Беларус – 16 декември 1922 в Йерусалим), е еврейски книжовник, радетел за възкресяването на иврит като говорим език от неговото предходно състояние на литургиен език.
Както почти всички еврейски деца, той учи от малък древноеврейския език като част от религиозното си възпитание. Тъй като проявява блестящи способности, го записват в йешива – религиозно училище, подготвящо бъдещи равини.
У Елиезер обаче надделява светското начало, той напуска йешивата и се записва в руска гимназия. Той я завършва през 1877 г., когато Русия обявява война на Османската империя.
Идеята да се върнат правата на българите и те да възкресят своята нация запалва младия Елиезер и той се замисля дали не е възможно същото и с евреите.